# Nicolaus Palumbus
Nicolaus Palumbus, tidigare: ’’Nicolaus Rappstadius’’, född 1568 i Rappestads församling, Östergötland, död 16 mars 1650 i Vreta Klosters församling, Östergötlands län, var en svensk präst.

## Biografi
Nicolaus Palumbus föddes 1568 i Rappestads församling. Han var son till bonden Magnus på Herrestad. Palumbus inskrivs som student vid Uppsala universitet 1595 och blev rektor vid Söderköpings trivialskola 1599. Han avlade magisterexamen 22 januari 1600. Palumbus prästvigdes 1601 och blev 1605 kyrkoherde i Vreta klosters församling och kontraktsprost i Gullbergs kontrakt. År 1608 var han även dekanus i Linköpings domkapitel. Palumbus avled 1650 i Vreta Klosters församling och begravdes av biskopen Andreas Johannis Prytz.
I kyrkan finns en gravsten över Nicolaus Palumbus och hans maka Ragnild.
Nicolaus Palumbus var den ende östgöten bland de 15 som promoverades vid den första magisterpromotionen vid Uppsala universitet av dåvarande professorn, sedermera ärkebiskopen Laurentius Paulinus Gothus. - På ålderdomen blev han blind och skröplig, varom Björn skriver: "Cæcus et decrepitus obiit".

### Familj
Palumbus var gift med Ragnild Larsdotter (Laurin) (1580–1623). Hon var dotter till slottsfogden Lars Olofsson och Helena Johansdotter på Stegeborg. De fick tillsammans barnen kyrkoherden Samuel Palumbus (1602–1654) i Östra Husby församling, kyrkoherden Eric Palumbus (1605–1644) i Tåby församling, Catharina Palumbus som var gift med kyrkoherden Jonas Magni Planander i Horns församling, justitiepresident  Magnus Gripenklo (1610–1676) i Göteborg, kyrkoherden Laurentius Palumbus (1615-1667) i Vreta Klosters församling, Helena Palumbus (död 1639) som var gift med kyrkoherden Petrus Agrivillius i Slaka församling, Anna Palumbus som var gift med kyrkoherden Botvidus Risingius i Hällestads församling och kyrkoherden Nicolaus Andreæ Juringius i Ekeby församling, Ingrid Palumbus (dog i späd ålder), Lars Palumbus (dog i späd ålder), Nils Palumbus (dog i späd ålder) och Daniel Palumbus (dog i späd ålder).